# Udamopyga boniato
Udamopyga boniato är en tvåvingeart som beskrevs av Carroll William Dodge 1965. Udamopyga boniato ingår i släktet Udamopyga och familjen köttflugor.
Artens utbredningsområde är Kuba. Inga underarter finns listade i Catalogue of Life.